# Little Man
Little Man er en amerikansk komediefilm fra 2006 instrueret af Keenen Ivory Wayans, der har skrevet manuskriptet sammen med sine brødre Marlon Wayans og Shawn Wayans, der også spiller hovedrollerne.

## Medvirkende
- Marlon Wayans som Calvin
- Linden Porco som Calvin Body
- Shawn Wayans som Darryl
- John Witherspoon som Pops
- Kerry Washington som Vanessa
- Tracy Morgan som Percy P
- Molly Shannon som Soccer Mom
- Chazz Palminteri som Walken
- Lochlyn Munro som Greg
- Brittany Daniel som Brittany
- David Alan Grier som Jimmy
- Christopher Ketterer som Little Man

## Ekstern henvisning
- Little Man på Internet Movie Database (engelsk)
- Little Man på Filmdatabasen
- Little Man på AlloCiné (fransk)
- Little Man på MovieMeter (nederlandsk)
- Little Man på AllMovie (engelsk)
- Little Man hos American Film Institute (engelsk)
- Little Man på Turner Classic Movies (engelsk)
- Little Man på The Movie Database (engelsk)
- Little Man på Rotten Tomatoes (engelsk)
- Little Man på Metacritic (engelsk)